# Robert F. Kennedy
Robert Francis Kennedy (Brookline, Massachusetts, 20. studenog 1925. - Los Angeles, Kalifornija, 5. lipnja 1968.), američki političar i pravnik. 

## Životopis
Bio je član Demokratske stranke, brat američkog predsjednika Johna F. Kennedyja, u čijoj administraciji je bio ministar pravosuđa i taj položaj zadržao do 1964. godine. Iste godine izabran je u Senat kao predstavnik države New York. Pripadao je liberalnom krilu Demokratske stranke. Kandidirao se za položaj predsjednika SAD te je u tijeku kampanje poginuo u političkom atentatu.

## Djela
- Neprijatelj je među nama, (The Enemy Within: The McClellan Committee's Crusade Against Jimmy Hoffa and Corrupt Labor Unions, 1960.)[1] knjiga se bavi istragom korupcije u američkim radničkim sindikatima
- Samo prijatelji i hrabri neprijatelji (Just Friends and Brave Enemies, 1962.), zapisi s putovanja 1962. godine
- Potraga za pravdom (The Pursuit of Justice, 1964.), zbirka Kennedyjevih tekstova i govora kao ministra pravosuđa
- Tražiti noviji svijet (To Seek a Newer World, 1967.), zbirka Kennedyjevih govora kao senatora o aktualnim društvenim pitanjima
- Trinaest dana: zapisi o kubanskoj raketnoj krizi (Thirteen Days: A Memoir of the Cuban Missile Crisis, 1969.), zapisi o događajima tijekom kubanske krize

## Vanjske poveznice
Ostali projekti
|  | Zajednički poslužitelj ima još gradiva o temi Robert F. Kennedy |
|  | Wikicitati imaju zbirke citata o temi Robert F. Kennedy         |

Mrežna mjesta
- Robert F. Kennedy Human Rights, Organizacija za promicanje ljudskih prava "Robert F. Kennedy" (engl.)